# União Desportiva e Recreativa da Catumbela
L'União Desportiva e Recreativa da Catumbela è una società calcistica angolana con sede nella città di Catumbela.

## Storia
Il club venne fondato il 28 settembre 1905 in seguito alla fusione tra lo Sport Clube da Catumbela e l'associazione benefica Recreativa nota come Recreativo da Catumbela.
Nel 1967 venne decisa la fusione con il Sport Clube Catumbela, squadra fondata nel 1939 e vincitrice durante il periodo coloniale di due campionati provinciali nel 1945 e nel 1958, che divenne operativa dal 1º gennaio 1968 e che diede origine all'União Desportiva e Recreativa da Catumbela.

## Palmarès
- Campeonato Provincial de Angola: 2

1945, 1958